# Antonio caterina campobasso
https://www.facebook.com/groups/1157739752024386/